# Općina Radoviš
Općina Radoviš  (makedonski: Општина Радовиш) je jedna od 80 općina Sjeverne Makedonije koja se prostire na istoku Sjeverne Makedonije. 
Upravno sjedište ove općine je grad Radoviš.

## Zemljopisne osobine
Općina Radoviš prostire se najvećim dijelom na sjevernom dijelu Strumičke doline, u gornjem dijelu toka Radoviške reke. Sjeverni dio Općine Radoviš penje se po obroncima planine Plačkovica, a južni dio po planini Smrdešnik. Sjeverozapadni dio Općine je blago valoviti teren koji se zove Jurukluk ili Damjansko pole, na jugoistoku se nalazi aluvijalna dolina Radoviške reke, na istoku granicu općine tvori Maleševska planina.
Općina Radoviš graniči s Općinom Vinica na sjeveru, s Općinom Berovo na istoku, s Općinom Vasilevo na jugoistoku, s Općinom Konče na jugozapadu, s Općinom Štip na zapadu, te s Općinom Karbinci na sjeverozapadu.
Ukupna površina Općine Radoviš je 497,48 km².

## Stanovništvo
Općina Radoviš   ima 28 244 stanovnika. Po popisu stanovnika iz 2002. nacionalni sastav stanovnika u općini bio je sljedeći;

## Naselja u Općini Radoviš
Ukupni broj naselja u općini je 36, od kojih su 35 sela i jedan grad Radoviš.

## Pogledajte i ovo
- Grad Radoviš
- Planina Plačkovica
- Sjeverna Makedonija
- Općine Sjeverne Makedonije

## Vanjske poveznice
- Služene stranice Općine Radoviš  Arhivirana inačica izvorne stranice od 3. listopada 2009. (Wayback Machine)
- Općina Radoviš na stranicama Discover Macedonia